# میکروآلبومینوری
میکروآلبومینوری اصطلاحی است که برای توصیف افزایش متوسط سطح آلبومین در ادرار به کار می‌رود. این اتفاق زمانی می‌افتد که مقادیر اندکی از آلبومین از کلیه‌ها نشت کرده و وارد ادرار شود و به عبارت دیگر زمانی که نفوذپذیری گلومرول‌های کلیه برای آلبومین افزایش یابد. امروزه برخی به جای اصطلاح میکروآلبومینوری از اصطلاح "افزایش متوسط آلبومینوری" استفاده می‌کنند.

## تشخیص
میکروآلبومینوری را می‌توان با تست نوار کاغذی (Dipstick) مخصوص آلبومین تشخیص داد. تست ادراری میکروآلبومین می‌تواند حضور آلبومین در ادرار را نشان دهد. در صورت کارکرد نرمال کلیه‌ها، آلبومین در ادرار حضور ندارد.
میکروآلبومینوری را می‌توان با جمع‌آوری ادرار ۲۴ ساعته تشخیص داد.
اصطلاح میکروآلبومینوری زمانی به کار می‌رود که میزان آلبومین در ادرار ۲۴ ساعته بین ۳۰ تا ۳۰۰ میلی‌گرم یا در یک نمونه ساده ادرار بین ۳۰ تا ۳۰۰ میلی‌گرم در لیتر باشد.
اگر سطح آلبومین از این حد بیشتر باشد از اصطلاح ماکروآلبومینوری یا به‌طور ساده، آلبومینوری استفاده می‌شود. گاه به جای حد ۳۰۰ میلی‌گرم، از حد ۲۹۹ میلی‌گرم استفاده می‌شود تا مشخص شود که دفع ۳۰۰ میلی‌گرم آلبومین نیز جزء ماکروآلبومینوری حساب می‌شود.
|                        | جنس | حد پایین | حد بالا | واحد                              |
| ---------------------- | --- | -------- | ------- | --------------------------------- |
| جمع‌آوری ادرار ۲۴ ساعته |     | ۳۰       | ۳۰۰     | میلی‌گرم آلبومین در ادرار ۲۴ ساعته |
| نمونه ادرار کوتاه مدت  |     | ۲۰       | ۲۰۰     | میکروگرم آلبومین در دقیقه         |
| نمونه ادرار ساده       |     | ۳۰       | ۳۰۰     | میلی‌گرم آلبومین در هر لیتر ادرار  |

## اهمیت
- شاخص بیماری‌های قلبی-عروقی تحت بالینی

شاخص اختلال عملکرد اندوتلیوم رگ‌ها
- شاخص مهم در پیش آگهی بیماری‌های کلیه
  - در دیابت شیرین
  - در فشارخون بالا
  - در گلومرولونفریت پست استرپتوکوکی
- افزایش میکروآلبومینوری در ۴۸ ساعت نخست پذیرش در بخش مراقبت‌های ویژه،  نشانگر افزایش خطر بروز نارسایی تنفسی حاد، نارسایی چند اندامی و مرگ و میر است.
- یک شاخص خطر برای ترومبوآمبولی وریدی